# Штефиця Відачич
Штефиця Відачич (хорв. Štefica Vidačić), відома також як Штефані Йоб (нім. Stefanie Job; нар. 7 травня 1909, Пожега, тоді Австро-Угорщина — пом. 2002, Цюрих) — хорватська за походженням, югославсько-австрійсько-швейцарська королева краси, акторка та письменниця, перша Міс Загреба та перша Міс Європа. У різний час була відома під різними іменами. Немає єдності і щодо її повного імені при народженні: Штефані Відачич, Штефанія Відачич, Штефані Відачич фон Шьойторі (Stefanie Vidačić, Štefanija Vidačić, Stefanie Vidačić von Söjtory). Також її рік народження іноді подається як 1905.

## Життєпис
Штефанія була позашлюбною дочкою Франьо Шьойторі та В'єкослави Відачич. У Загребі вона навчалася в реальній гімназії. За різними джерелами, вона або працювала офіціанткою в кав'ярні на Юришичевій вулиці (Jurišićeva ulica), або навіть була її власницею. За її власними словами, вона працювала на підприємстві свого батька, яке займалося імпортом тропічних фруктів. Перш ніж одержати атестат зрілості, вона через нещасний випадок втратила батьків.
У грудні 1926 р. в загребському готелі «Еспланада» її обрано володаркою титулу «Міс Югославія», а у березні 1927 р. вона стала першою Міс Європа під ім'ям «Штефиця Відачич». Цей конкурс організовував європейський кінопрокатний консорціум декількох кіноконцернів США «Fanamet» з метою заволодіти європейським ринком кіно та виявити молодих зірок. Як відзначається у більшості інтернет-публікацій, він відбувався у Берліні, за словами самої Штефанії — у рамках балу у віденському залі Софії. Призом була головна роль у голлівудській стрічці режисера Фрідріха Вільгельма Мурнау. Коли дванадцять членів журі не змогло визначитися між десятьма кандидатками (серед яких була і дружина оператора та пізнішого режисера Густава Учицкі), подзвонили в Голлівуд до Мурнау. Той вирішив, що всім кандидаткам треба пройти кінопроби та надіслати їх йому, а переможниця згодом зіграє у його фільмі. Через кілька тижнів він обрав Штефицю Відачич. Одначе кінопроєкт так і не здійснився. Як компенсацію вона отримувала цілий рік гонорар у розмірі 100 доларів США на тиждень.
Зрештою, Штефиця Відачич знайшла своє місце в німецькому (і чехословацькому) кіно. Переїхавши трохи згодом у Берлін, вона прибрала сценічне ім'я «Штеффі Віда» (Steffie Vida), яке було легше вимовити. 1928 року зіграла другорядні ролі у фільмах «Дочки Єви» (режисер Карел Ламач), «Лицар ночі» (режисер Макс Райхман) і «Таємниці Сходу» (режисер Олександр Волков). Наступного року вона знялася ще у двох фільмах: «Кохання в снігу» (режисери Макс Обал і Рудольф Вальтер-Файн) та «Опівнічне таксі» (режисер і виконавець головної ролі Гаррі Піль). Після цього її кар'єра закінчилася, оскільки вона не мала видатного таланту. Цьому сприяла і поява звукового кіно.
На кіностудіях вона під час зйомок і між ними познайомилася з кінокомпозитором і генеральним музичним директором UFA Віллі Шмідтом-Гентнером. 1932 р. вони одружилися, а наступного року переїхали у Відень.
На Великдень 1938 року подружжя придбало садибу у громаді Кумберг, що в землі Штирія. З уваги на загрозу війни і як наслідок нестачу продовольства господарство бачилося як шлях до самозабезпечення.
Тоді як Віллі Шмідт-Гентнер продовжував працювати у Відні, його дружина поралася по господарству разом із кількома найманими робітниками, серед яких була й одна остарбайтерка, від якої та вивчила російську мову. У той час подружжя все більше віддалялося одне від одного. В 1942 р. вони розлучилися. Але спочатку Штефані Шмідт-Гентнер та її колишній чоловік зберігали зв'язки через спільне житло у Відні та садибу, де вони й зустріли кінець війни та вступ радянських військ. Віллі Шмідта-Гентнера окупаційна влада поставила бургомістром Кумберга на період із травня по листопад 1945 р., а Штефані Шмідт-Гентнер працювала в нього та у місцевій комендатурі перекладачкою.
1947 р. завдяки зв'язкам із кінопродюсером Евгеном Шаріном, який тоді працював у CBS, їй випала нагода спільно з Леопольдом Гайнішем зняти для CBS телесеріал із Віденським філармонічним оркестром. Її колишній чоловік теж залучався на деяких зйомках як диригент.
1948 р. вона вийшла заміж за швейцарського журналіста Макса Йоба, поїхала з ним у Цюріх, ставши відтоді відомою як Штефані Йоб. Із допомогою свого другого чоловіка вона налагодила контакти з видавничою галуззю, 17 років пропрацювала у цюріхській пресі літредактором і коректором. Крім того, у проміжку з 1980 по 1995 рік вона написала чотири книжки. В останні роки вона жила по черзі в Цюріху та Шніфісі (Форарльберг). Там вона також працювала редактором літературного часопису Vorarlberger Lesebogen.
Оскільки вона залишилася бездітною і пережила своїх родичів, то свою спадщину заповіла Грінпісу.

## Конкурси краси (як Штефиця Відачич)
- Кінець 1926: Міс Югославія
- Березень 1927: Міс Європа

## Фільмографія (під ім'ям Штеффі Віда)
- 1928: Evas Töchter – Das Paradies von heute
- 1928: Ritter der Nacht
- 1928: Geheimnisse des Orients
- 1929: Liebe im Schnee
- 1929: Die Mitternachts-Taxe

## Публікації (під іменем Штефані Йоб)
- Stefanie Job: Das Geschenk. Eine utopische Künstlerrevolte, in die Stadt Bregenz am Bodensee hineinphantasiert. Novelle. KÖLA, Schnifis, Vorarlberg 1980.
- Stefanie Job: Im Vorhof. Roman. Ed. Erpf, Bern 1990, ISBN 3-905517-15-9.
- Stefanie Job: Frau sein im Alter – Lust oder Frust? Münzer, Feldkirch 1992, ISBN 3-85176-003-4.
- Stefanie Job: Die vernachlässigte Muse. Romanbiographie des Filmmusikers und UFA-Generalmusikdirektors Willy Schmidt-Gentner. Frieling, Berlin 1995, ISBN 3-89009-804-5.
- Окрім того, з 1978 по 1986 р. вона також була редакторкою літературного журналу «Vorarlberger Lesebogen», що видавався «Клубом австрійських літературних друзів та авторів» (KÖLA), Відділення у Форарльберзі.[8][9]

## Теледокументалістика
- 1994: Pin-ups, Playmates, Schönheitsköniginnen — документальний фільм «NZZ Format»[10]

## У живописі
Хорватський художник Роберт Ауер (1873—1952) увічнив Штефицю Відачич на полотні, зобразивши її напівоголеною, прикритою тканиною.